# Lothar Michel
Lothar Michel (* 1929 in Hamburg; † 1996 in Weinheim) war ein deutscher Psychologe und Sachverständiger für Handschriftenuntersuchung.

## Leben
Erste Kontakte mit dem Untersuchungsgegenstand Handschrift bekam Michel während seines Studiums der Psychologie an der Universität Freiburg auf Anregung seines Professors Robert Heiß.
Im Jahre 1966 folgte Michel der Berufung an den Lehrstuhl Psychologie II der Universität Mannheim, wo sich die Forensische Schriftuntersuchung zu einem seiner Forschungsschwerpunkte entwickelte.
In der Praxis war Michel seit dem Jahre 1966 als öffentlich bestellter und vereidigter Schriftsachverständiger tätig.
So wurde Michel auch in einigen spektakulären Fällen mit der Begutachtung beauftragt:
- Eisenbahnattentäter „Monsieur X“,
- Entführungsfall Cornelia Becker,
- Testament des amerikanischen Milliardärs Howard Hughes,
- Fälschung der Hitler-Tagebücher durch Konrad Kujau.[3][4]

In seinem 1982 erschienenen Buch Gerichtliche Schriftvergleichung gab Michel eine Einführung in Grundlagen, Methoden und Praxis der gerichtlichen Schriftvergleichung und setzte sich dabei insbesondere mit den Arbeiten von Heinrich Pfanne auseinander. Außerdem entwickelte er mit den graphischen Grundkomponenten eine neue Methode der schriftvergleichenden Befunderhebung, die auf empirischen, schriftpsychologischen und graphometrischen Untersuchungen basiert. Diese Vorgehensweise wird von den Behördensachverständigen des Bundes und der Länder sowie den öffentlich bestellten und vereidigten Sachverständigen im Wesentlichen nach wie vor angewandt und entspricht dem internationalen Standard.
Michel machte sich zudem verdient durch sein Engagement für die Weiterentwicklung der GFS (Gesellschaft für Forensische Schriftuntersuchung e. V.), der Organisation von Seminaren und Workshops an der Universität Mannheim sowie der Gründung der „Mannheimer Hefte für Schriftvergleichung“.

## Schriften
- Die Zuverlässigkeit von Aussagen des Namenseigners über die Echtheit einer strittigen Unterschrift. In: Archiv für Kriminologie 141, 1968, 127–132.
- Was leisten interessierte Laien bei der Beurteilung der Echtheit oder Unechtheit fraglicher Unterschriften? In: Archiv für Kriminologie 146, 1970, 69–74.
- Zur Frage der Verwertbarkeit von Durchschriften und Reproduktionen für Schriftvergleichungen. In: Mannheimer Hefte für Schriftvergleichung 1, 1975, 29–38, 71–84.
- Schriftverstellung bei Unterschriftsleistung. In: Zeitschrift für Menschenkunde 39, 1975, 1–13.
- Zulässige und unzulässige Schreibhilfe bei der Errichtung eigenhändiger Testamente. In: Archiv für Kriminologie 162, 1978, 1–10.
- Gerichtliche Schriftvergleichung. Eine Einführung in Grundlagen, Methoden und Praxis, Berlin 1982, ISBN 3-11-002188-9.
- Verwertbarkeit von Nicht-Originalen für Schriftuntersuchungen. Eine Dokumentation von Literatur und Rechtsprechung, in: Mannheimer Hefte für Schriftvergleichung 12, 1986, 38–39.
- Neutrale Texte für die Schriftprobenabnahme. In: Mannheimer Hefte für Schriftvergleichung 12, 1986, 132–135.
- Bewertung der Schriftexpertise in der neueren Rechtsprechung. In: Mannheimer Hefte für Schriftvergleichung 14, 1988, 3–12.
- Probleme der Urheberidentifizierung bei Schriftverstellung. In: Mannheimer Hefte für Schriftvergleichung 14, 1988, 177–188.
- Forensische Schriftuntersuchung gestern, heute, morgen. In: Mannheimer Hefte für Schriftvergleichung 15, 1989, 137–150.
- Würdigung von Gutachten und Notwendigkeit ihrer mündlichen Erläuterung. In: Mannheimer Hefte für Schriftvergleichung 16, 1990, 49–50.
- Dubiose Praktiken der forensischen Schriftuntersuchung. In: Schlüchter, Ellen (Hrsg.): Kriminalistik und Strafrecht. Festschrift für Friedrich Geerds zum 70. Geburtstag, 1995, 407–424.